# بیسمارک (بازی ویدئویی)
بیسمارک (انگلیسی: Bismarck) یک بازی ویدئویی استراتژی نوبتی است که به دست پرسونال سافتور سرویسز توسعه یافته و توسط میرورسافت منتشر شده‌است. این بازی نخستین بار برای کمودور ۶۴ و اسپکتروم در سال ۱۹۸۷ در بریتانیا منتشر شد. سپس این بازی برای آمیگا، اپل ۲، آتاری اس‌تی و آتاری ۸-بیت و رایانه‌های شخصی در بریتانیا و ایالات متحده منتشر شد. این بازی دهمین نسخه در سری بازی‌های جنگی راهبردی است. در این بازی، بازیکن می‌تواند از میان نبردناو بیسمارک آلمانی یا کشتی‌های نیروی دریایی پادشاهی بریتانیا یکی را رهبری کند.
بازی هنگام واپسین نبرد بیسمارک در طول جنگ جهانی دوم واقع شده‌است و حول این می‌چرخد که بیسمارک در تلاش است تا از دسته‌ای از کشتی‌های بریتانیایی فرار کند و کشتی‌های بریتانیایی دنبال انتقام‌جویی به دلیل کشته شدن ۱٬۴۱۲ تن در غرق شدن رزم‌ناو هود هستند. هنگام عرضه بازی نقدهای مثبتی دریافت کرد؛ منتقدان شیوه بیان و گرافیک بازی را ستودند، هرچند که یک منتقد با کنترل‌های بازی مشکل پیدا کرد.